# Faucaria felina
Faucaria felina es una especie de planta suculenta perteneciente a la familia de las aizoáceas. Es originaria de Sudáfrica.

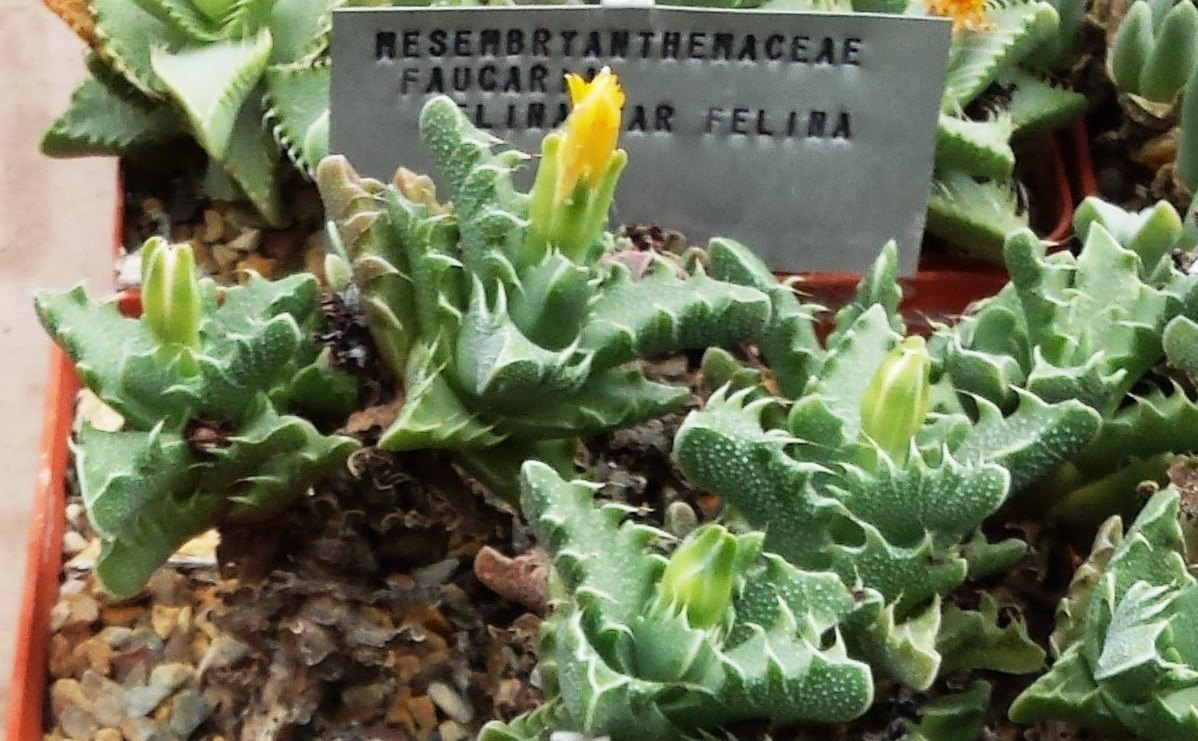
Vista de la planta

## Descripción
Es una pequeña planta suculenta perennifolia que alcanza un tamaño de 8 cm de altura a una altitud de 450 - 930 metros en Sudáfrica.
Crece en forma de roseta sobre un corto tallo de raíces carnosas. Cada roseta está compuesta por entre 6 u 8 hojas decusadas y gruesas, casi semicilíndricas en la zona basal tendiendo a convertirse en aquilladas hacia la mitad, son de forma romboidal o entre espatulada y algo alargada a lanceolada, en los márgenes poseen unos aguijones cartilaginosos muy curvados hacia el interior y frecuentemente con aristas.

## Taxonomía
Faucaria felina fue descrito por (L.) Schwantes y publicado en Zeitschrift für Sukkulentenkunde. Berlin 2: 177. 1926.
Etimología
Faucaria: nombre genérico que deriva de la palabra fauces = "boca" en alusión al aspecto de boca que tienen las hojas de la planta.
felina: epíteto
Variedades
- Faucaria felina subsp. britteniae (L.Bolus) L.E.Groen
- Faucaria felina subsp. tuberculosa (Rolfe) L.E.Groen

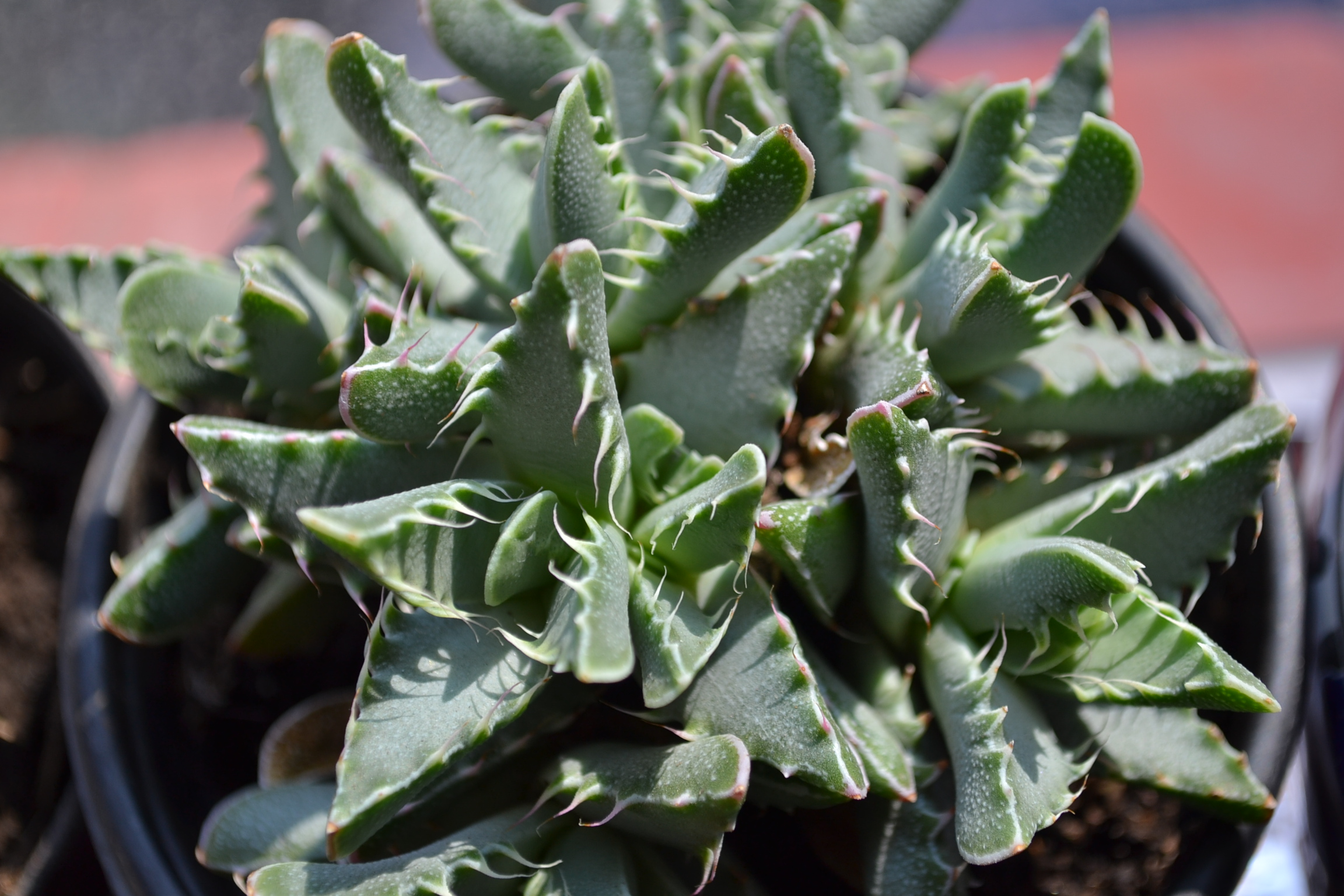
Faucaria felina

Sinonimia
- Relación de sinónimos[3]